# ۴۲ (پیش از میلاد)
۴۲ (پیش از میلاد) ۴۲مین سال قبل از تقویم میلادی است.